# 블루스택
블루스택(영어: BlueStacks)은 블루스택 앱플레이어 및 기타 클라우드 기반 크로스 플랫폼 제품을 생산하는 미국 기업이다. 그 중 블루스택 앱플레이어는 마이크로소프트 윈도우 및 macOS를 실행하는 컴퓨터에서 안드로이드 응용 프로그램을 실행할 수 있도록 개발되었다. 이 회사는 2009년에 제이 비쉬나프, 수만 사라프 및 맥아피의 CTO이자 Cloud.com의 이사 로젠 샤르마가 설립했다.
주로 앤드리슨 호로위츠, 레드 포인트, 삼성전자, 인텔, 퀄컴, 시트릭스 시스템즈, 레이다 파트너스, 라이터 파트너, AMD 등이 투자 지원하에 설립되었다.
미국 캘리포니아주 실리콘 밸리에 설립되어 모바일 게임을 PC 환경에서 플레이 할 수 있는 앱플레이어를 전 세계에 서비스 하고 있으며, 120명의 직원이 실리콘밸리 뿐 아니라 댈러스, 베이징, 델리, 런던, 도쿄, 서울, 호치민, 타이베이 등에서 함께 하고 있다.
2017년 초 블루스택3를 새롭게 출시하고 2억만 사용자를 확보하며 전 세계 1위 앱 플레이어로 성장하고 있다.
2011년 5월 25일에 샌프란시스코에서 열린 시트릭스 시스템즈사의 컨퍼런스에서 시트릭스 CEO인 마크 템플턴(Mark Templeton)이 블루스택 앱플레이어의 베타 버전을 시연을 하는 모습을 보였고, 이에 대해 블루스택과 파트너쉽을 맺게되었다. 현재로 존재한 블루스택 앱플레이어의 알파버전은 2011년 10월 11일에 출시된 것이였다. 그리고 그동안 진행했던 베타 테스트는 2014년 6월 7일에 종료되었다.
현재 버전은 블루스택 5(Bluestacks 5)이다.

## 앱플레이어
블루스택 앱플레이어는 마이크로소프트 윈도우, macOS에서 가상화 프로그램 형식으로 사용할 수 있으며, 무료로 다운받아 사용할 수 있다. 다만, 고급 옵션 기능에는 유료 월간 구독이 필요하다. 또한, 마우스와 키보드를 비롯한 외부 터치 패드 컨트롤을 제공한다. 2015년 4월 24일에 이 프로그램에서 구글 플레이에 있는 140만가지 앱 중 96% 이상 실행할 수 있는 것으로 밝혀졌다. 이후, 2015년 12월에 앱 플레이어 다운로드가 1억 900만건을 돌파하였다.
2012년 6월 macOS용 앱플레이어 소프트웨어의 알파 버전을 출시했고 베타 버전은 같은 해 12월에 출시되었다. 2024년 12월에는 Apple Silicon Mac용 블루스택 에어를 출시했다.

### 블루스택 에어
2024년 12월, 블루스택은 안드로이드 Silicon Mac용 플레이어인 블루스택 에어를 출시했다. 해당 플레이어는 모든 Apple Silicon Mac 시스템(M1, M2, M3, M4 프로세서)에서 기본적으로 작동하도록 최적화되었다.

## 사양 및 사용조건
윈도우의 경우 블루스택의 최소 요구 사항은 윈도우 7 이상, RAM 4GB, 디스크 공간 10GB, 인텔 또는 AMD 프로세서이다. 블루스택 에어는 현재 Apple Silicon 칩(M1-M4)을 탑재한 Mac 시스템을 지원한다. macOS의 경우 macOS 11(Big Sur) 이상, RAM 8GB, 디스크 공간 12GB가 요구된다.

## 같이 보기
- 버추얼박스
- 녹스앱플레이어